# Пенья, Густаво
Густа́во Пе́нья Вела́ско (исп. Gustavo Peña Velasco; 22 ноября 1942 или 22 ноября 1941, Тальпа-де-Альенде, Халиско — 19 января 2021, Мехико) — мексиканский футболист и тренер, выступал на позиции защитника. Один из лучших футболистов Северной Америки.
Игрок национальной сборной Мексики, капитан сборной на двух чемпионатах мира, возглавлял национальную сборную Мексики как тренер.

## Клубная карьера
Пенья родился в городе Тальпа-де-Альенде и вырос Гвадалахаре, куда его родители переехали в поисках лучших возможностей. В юности увлекался бейсболом. Футболом начал заниматься под влиянием своего брата Мигеля, который выступал за резервную команду местного клуба «Оро». В 16-летнем возрасте присоединился к юношеской команде «Оро», вскоре попал в первую команду, где дебютировал 17-летним. Быстро завоевал место в стартовом составе, а первым большим успехом в карьере стали серебряные награды чемпионата Мексики сезона 1960/61 годов. В сезоне 1962/63 годов стал победителем чемпионата Мексики, помог клубу выиграть единственный чемпионский титул в истории «Оро». В том же году «Оро» выиграл и Суперкубок Мексики. В сезоне 1964/65 годов вместе с командой, которую возглавлял венгерский тренер Арпад Фекете, в очередной раз стал вице-чемпионом Мексики. Считается одним из важнейших игроков в истории команды.
Выступая за «Оро», Пенья иногда отправлялся в аренду в клуб «Гвадалахара» для участия в европейских турне, где играл с такими командами, как «Барселона», «Севилья», «Лилль» и «Вердер» (Бремен). Однако, несмотря на интерес руководства «Гвадалахары», никогда не подписывал контракт с этой командой.
В общей сложности принял участие в тринадцати турах по Старому континенту, а ещё чаще ездил со своими клубами в Южной и Центральной Америки. В 1967 году за огромную сумму перебрался в столичный клуб «Крус Асуль», где также сразу стал ключевым игроком защитной линии. Перешёл в начале успешного периода в истории клуба; в сезоне 1968/69 годов помог «Крус Асуль» вместе с командой тренера Рауля Карденаса выиграть четыре трофея, чемпионат страны, национальный кубок — Кубок Мексики, суперкубок — Чемпион чемпионов и престижный трофей континента — Кубок чемпионов КОНКАКАФ. В сезоне 1969/70 годов получил титул вице-чемпиона страны и выиграл второй Кубок чемпионов, в шестимесячном сезоне 1970 года в третий и в последний раз в карьере стал чемпионом Мексики.
В середине 1970-х годов Пенья вернулся в родной город Гвадалахара, подписав соглашение с новой командой «Халиско», которая была основана на базе прекратившего существование клуба «Оро». Защищал цвета команды в течение следующих трёх лет, но больших успехов вместе с клубом не достиг. Впоследствии присоединился к команде «Монтеррей», где также провёл три сезона, но, как и в «Халиско», он не смог повторить достижения периода выступлений за «Оро» и «Крус Асуль». Футбольную карьеру завершил в 1977 году в 36 лет, защищая цвета одного из аутсайдеров чемпионата Мексики клуба «Лагуна» из города Торреон.
Современниками описывался как талантливый центральный защитник, который также может играть на обоих флангах обороны, полагаясь больше на силу и физическое состояние, чем на технику. Уверенный пенальтист. Его считают одной из легенд мексиканского футбола, попал в список лучших футболистов века Северной Америки по версии МФФИИС, заняв в нём восемнадцатое место.

## Карьера в сборной
В национальной сборной Мексики дебютировал во время пребывания на посту тренера Игнасио Трельеса, 22 марта 1961 года, в проигранном (0: 1) матче против сборной Коста-Рики в квалификационном раунде чемпионата мира 1962 года, и, несмотря на свой молодой возраст, сразу же стал основным игроком национальной сборной.
После успешной квалификации на чемпионате мира он попал в список игроков для поездки на чемпионат мира, но в последний момент вывихнул лодыжку и из-за этой травмы не поехал в Чили с остальной командой.
В 1963 году тренер Арпад Фекете пригласил Густаво для участия в чемпионате КОНКАКАФ, где Пенья провёл два матча, а сборная Мексики заняла лишь третье место в группе, не пройдя квалификацию в финальный раунд.
Два года спустя принял участие в следующем чемпионате КОНКАКАФ; на этот раз провёл три матча, а мексиканцы выступили намного лучше, не потерпев ни одного поражения в пяти поединках и выиграли турнир.
Первым голом за сборную отличился с пенальти 22 июня 1966 года в товарищеском матче против сборной Северной Ирландии (1: 4). В том же году, благодаря удачной игре в квалификационных раундах, Трельес пригласил Густаво для участия в финальной части чемпионата мира в Англии. На английских полях был капитаном и ведущим игроком своей команды, проведя все три матча с первой до последней минуты: против Франции (1: 1), Англии (0: 2) и Уругвая (0: 0) . На этом турнире мексиканцы заняли третье место в группе и не смогли пробиться в плей-офф турнира. В 1967 году принял участие в третьем чемпионате КОНКАКАФ, где провёл четыре матча, а его команда в итоге заняла второе место на турнире.
В 1970 году тренер Рауль Карденас вызвал Пенью для участия в чемпионате мира в Мексике. На турнире, как и за четыре года до того, оставался ведущим игроком и капитаном национальной сборной, также провёл все четыре матча с первой до последней минуты; на групповом этапе против СССР (0: 0), Сальвадора (4: 0) и Бельгии (1: 0), в котором отметился единственным голом с пенальти, который оказался победным, а также в 1 / 4 финала против Италии (1: 4). Хозяева турнира мексиканцы, впервые в своей истории вышли из группы (заняли 2-е место), но уступили в 1/4 финала. Пенья был признан одним из лучших игроков того розыгрыша Чемпионата мира, благодаря чему играл в команде «Остальной мир» в 1971 году (стал первым мексиканцем, который удостоен подобной возможности) в прощальном матче Льва Яшина.
Впоследствии выступал за национальную сборную в товарищеских матчах и в квалификации к чемпионату мира 1974 года. Однако сборная Мексики, не смогла пройти квалификацию на чемпионат мира.
Всего в футболке сборной за тринадцать лет сыграл в 81 матче, в которых трижды отличался забитыми голами. Много лет оставался рекордсменом по количеству сыгранных матчей в сборной Мексики — только в октябре 1996 года это достижение превзошёл Хорхе Кампос.

### Голы за сборную
Счёт и результат сборной Мексики представлен на первом месте.
| №  | Дата            | Место                                    | соперник          | счёт | результат | соревнования        |
| -- | --------------- | ---------------------------------------- | ----------------- | ---- | --------- | ------------------- |
| 1. | 22 июня 1966    | Виндзор Парк, Белфаст, Северная Ирландия | Северная Ирландия | 1 -  | 1-4       | Товарищеский матч   |
| 2. | 20 октября 1968 | Национальный стадион, Лима, Перу         | Перу              | 2 −3 | 3-3       | Товарищеский матч   |
| 3. | 11 июня 1970    | Ацтека, Мехико, Мексика                  | Бельгия           | 1 −0 | 1-0       | Чемпионат мира 1970 |

## Карьера тренера
Тренерскую карьеру начал после завершения карьеры игрока, в сентября 1977 года с назначения исполняющим обязанности главного тренера клуба высшего дивизиона чемпионата Мексики «Тампико». По итогам группового этапа сезона 1977/78 годов занял высокое второе место, а в плей-офф дошёл с командой до полуфинала. По завершении сезона, тем не менее, принял предложение возглавить «Леонес Негрос», которым руководил ещё год, но особых успехов с командой не достиг.
Кроме этого, 10 сентября 1979 года временно исполнял обязанности главного тренера сборной Мексики в матче против Испании, который мексиканцы выиграли со счётом 1: 0. С сентября по ноябрь 1979 года тренировал свой бывший клуб, «Монтеррей». Также дважды возвращался на тренерский мостик «Тампико», который занимал сначала почти весь 1981 год, а затем с марта по май 1983 года, но без особых достижений.
Впоследствии тренировал мексиканские клубы из низших лиг.
Воспитал 7 сыновей, сын Луис Фелипе Пенья пошёл по стопам отца и в течение 7 лет выступал на профессиональном уровне в мексиканском Примера Дивизионе.

## Достижения

### Клубные
«Оро»
- Примера Дивизион Мексики
  - Чемпион (1): 1963
- Чемпион чемпионов
  - Обладатель (1): 1963

«Крус Асуль»
Примера Дивизион Мексики
- Чемпион (2): 1969, 1970
- Кубок Мексики
  - Обладатель (1): 1969
- Чемпион чемпионов
  - Обладатель (1): 1969
- Кубок чемпионов КОНКАКАФ
  - Обладатель (2): 1969, 1970

### В сборной
- Золотой кубок КОНКАКАФ
  - Обладатель (1): 1965
- Участник чемпионата мира (2): 1966, 1970

### Личные
- Футболист года в Мексике (2): 1968, 1970